# Elisabetta Maria di Baviera
Elisabetta Maria di Baviera (nome completo in tedesco Elisabeth Marie Auguste; Monaco di Baviera, 8 gennaio 1874 – Gresten, 4 marzo 1957) fu un membro della Casa reale bavarese dei Wittelsbach.

## Biografia
Elisabetta Maria nacque a Monaco come prima figlia del principe Leopoldo di Baviera e della moglie, l'arciduchessa Gisella d'Asburgo-Lorena, figlia dell'imperatore Francesco Giuseppe I d'Austria e dell'imperatrice Elisabetta, detta Sissi. Elisabetta aveva una sorella più giovane, Augusta Maria, e due fratelli più piccoli, Giorgio e Corrado.
Il 2 novembre 1893, a Genova, essa sposò Otto Ludwig Philipp von Seefried auf Buttenheim, signore di Hagenbach (Bamberga, 26 settembre 1870 – Gresten, 5 settembre 1951), che venne in seguito nominato luogotenente del 1º reggimento fanteria a Troppau/Mähren. Essi ebbero cinque figli, ma la prima, Gisella, morì in fasce.
Elisabetta Maria morì all'età di ottantatré anni nel 1957, venendo seppellita nel cimitero di Gresten.

## Discendenza
Elisabetta Maria diede al marito cinque figli:
- Contessa Gisela von Seefried auf Buttenheim (gennaio 1895 in Troppau - 1895 in Troppau)
- Contessa Elisabeth von Seefried auf Buttenheim, (10 giugno 1897 – 4 agosto 1975)
- Contessa Auguste von Seefried auf Buttenheim, (20 giugno 1899 – 21 gennaio 1978); sposò nel 1919 il principe Adalberto di Baviera.
- Contessa Marie Valerie von Seefried auf Buttenheim, (20 agosto 1901 – 23 marzo 1972); sposò nel 1935 Wilhelm Otto von Riedemann (1903-1940), nipote di Wilhelm Anton von Riedemann.
- Conte Franz-Joseph von Seefried auf Buttenheim, barone zu Hagenbach, (Ružomberok, 29 luglio 1904 – Madrid, 15 maggio 1969). Sposò il 9 agosto 1941, a Francoforte sul Meno, Gabrielle von Schnitzler, (nata a Monaco di Baviera nel 1918), figlia di Georg von Schnitzler e Lilly von Mallinckrodt. Ebbero quattro figli.
  - Franz (n. Francoforte, 1942);
  - Ferdinand (n. Madrid);
  - Isabel (n. Madrid);
  - Johannes (Vienna, 1959).

Il figlio Franz-Joseph, nel periodo in cui abitò in Spagna, probabilmente in quanto socio "in ombra" dell'ammiraglio Wilhelm Canaris, in seguito giustiziato per ordine di Adolf Hitler, venne coinvolto in un'ampia rete commerciale che si occupava di trasporti, forniture strategiche di tungsteno e altri minerali grezzi, di derrate alimentari, di prodotti chimici, fornendo in generale tutti i materiali necessari a sostenere lo sforzo bellico della seconda guerra mondiale. I suoi soci spagnoli erano in maggioranza famigliari e parenti del generale Francisco Franco.

## Ascendenza
|                                      |                                  |                                       | Genitori                             |  |  | Nonni |  |  | Bisnonni              |  |  | Trisnonni                          |  |
|                                      |                                  |                                       |                                      |  |  |       |  |  | Ludovico I di Baviera |  |  | Massimiliano I Giuseppe di Baviera |  |
|                                      |                                  |                                       |                                      |  |  |       |  |  | Ludovico I di Baviera |  |  | Massimiliano I Giuseppe di Baviera |  |
|                                      |                                  | Augusta Guglielmina d'Assia-Darmstadt |                                      |  |  |       |  |  | Ludovico I di Baviera |  |  |                                    |  |
| Luitpold di Baviera                  |                                  |                                       |                                      |  |  |       |  |  | Ludovico I di Baviera |  |  |                                    |  |
|                                      |                                  | Teresa di Sassonia-Hildburghausen     | Federico di Sassonia-Altenburg       |  |  |       |  |  |                       |  |  |                                    |  |
|                                      |                                  | Teresa di Sassonia-Hildburghausen     | Federico di Sassonia-Altenburg       |  |  |       |  |  |                       |  |  |                                    |  |
|                                      |                                  | Teresa di Sassonia-Hildburghausen     | Carlotta di Meclemburgo-Strelitz     |  |  |       |  |  |                       |  |  |                                    |  |
| Leopoldo di Baviera                  |                                  | Teresa di Sassonia-Hildburghausen     |                                      |  |  |       |  |  |                       |  |  |                                    |  |
|                                      |                                  | Leopoldo II di Toscana                | Ferdinando III di Toscana            |  |  |       |  |  |                       |  |  |                                    |  |
|                                      |                                  | Leopoldo II di Toscana                | Ferdinando III di Toscana            |  |  |       |  |  |                       |  |  |                                    |  |
|                                      |                                  | Leopoldo II di Toscana                | Luisa Maria Amalia di Borbone-Napoli |  |  |       |  |  |                       |  |  |                                    |  |
| Augusta Ferdinanda d'Asburgo-Toscana |                                  | Leopoldo II di Toscana                |                                      |  |  |       |  |  |                       |  |  |                                    |  |
|                                      |                                  | Maria Anna Carolina di Sassonia       | Massimiliano di Sassonia             |  |  |       |  |  |                       |  |  |                                    |  |
|                                      |                                  | Maria Anna Carolina di Sassonia       | Massimiliano di Sassonia             |  |  |       |  |  |                       |  |  |                                    |  |
|                                      |                                  | Maria Anna Carolina di Sassonia       | Carolina di Borbone-Parma            |  |  |       |  |  |                       |  |  |                                    |  |
| Elisabetta Maria di Baviera          |                                  | Maria Anna Carolina di Sassonia       |                                      |  |  |       |  |  |                       |  |  |                                    |  |
|                                      | Francesco Carlo d'Asburgo-Lorena | Francesco II d'Asburgo-Lorena         |                                      |  |  |       |  |  |                       |  |  |                                    |  |
|                                      | Francesco Carlo d'Asburgo-Lorena | Francesco II d'Asburgo-Lorena         |                                      |  |  |       |  |  |                       |  |  |                                    |  |
|                                      | Francesco Carlo d'Asburgo-Lorena | Maria Teresa di Borbone-Due Sicilie   |                                      |  |  |       |  |  |                       |  |  |                                    |  |
| Francesco Giuseppe I d'Austria       | Francesco Carlo d'Asburgo-Lorena |                                       |                                      |  |  |       |  |  |                       |  |  |                                    |  |
|                                      |                                  | Sofia di Baviera                      | Massimiliano I Giuseppe di Baviera   |  |  |       |  |  |                       |  |  |                                    |  |
|                                      |                                  | Sofia di Baviera                      | Massimiliano I Giuseppe di Baviera   |  |  |       |  |  |                       |  |  |                                    |  |
|                                      |                                  | Sofia di Baviera                      | Carolina di Baden                    |  |  |       |  |  |                       |  |  |                                    |  |
| Gisella d'Asburgo-Lorena             |                                  | Sofia di Baviera                      |                                      |  |  |       |  |  |                       |  |  |                                    |  |
|                                      |                                  | Massimiliano Giuseppe in Baviera      | Pio Augusto in Baviera               |  |  |       |  |  |                       |  |  |                                    |  |
|                                      |                                  | Massimiliano Giuseppe in Baviera      | Pio Augusto in Baviera               |  |  |       |  |  |                       |  |  |                                    |  |
|                                      |                                  | Massimiliano Giuseppe in Baviera      | Amalia Luisa di Arenberg             |  |  |       |  |  |                       |  |  |                                    |  |
| Elisabetta di Baviera                |                                  | Massimiliano Giuseppe in Baviera      |                                      |  |  |       |  |  |                       |  |  |                                    |  |
|                                      |                                  | Ludovica di Baviera                   | Massimiliano I Giuseppe di Baviera   |  |  |       |  |  |                       |  |  |                                    |  |
|                                      |                                  | Ludovica di Baviera                   | Massimiliano I Giuseppe di Baviera   |  |  |       |  |  |                       |  |  |                                    |  |
|                                      |                                  | Ludovica di Baviera                   | Carolina di Baden                    |  |  |       |  |  |                       |  |  |                                    |  |
|                                      |                                  | Ludovica di Baviera                   |                                      |  |  |       |  |  |                       |  |  |                                    |  |